# Berg (Gemeinde Kasten)
Berg ist eine Ortschaft und eine Katastralgemeinde der Gemeinde Kasten bei Böheimkirchen im Bezirk St. Pölten-Land in Niederösterreich. Die Ortschaft hat 23 Einwohner (Stand 1. Jänner 2024).

## Geografie
Die Rotte befindet sich südwestlich von Kasten im Tal des Michelbaches. Die Ortschaft wird von der Landesstraße L132 erschlossen.

## Geschichte
Im Jahr 1822 wurde der Ort als Dorf mit sechs Häusern genannt, das nach Kasten eingepfarrt war, wohin auch die Kinder eingeschult wurden. Die Herrschaft Wald besaß die Ortsobrigkeit, übte die Landgerichtsbarkeit aus und die Herrschaft Kasten besorgte die Konskription. Die Untertanen und Grundholde des Ortes gehörten den Herrschaften Wald, Kasten und Neutenstein.
Laut Adressbuch von Österreich waren im Jahr 1938 in Berg ein Gastwirt und zwei Landwirte mit Ab-Hof-Verkauf ansässig.